# محسن القرنی
محسن القرنی (انگلیسی: Mohsen Al-Garni؛ زادهٔ ۱۹۸۵) یک ورزشکار اهل عربستان سعودی است.
از باشگاه‌هایی که در آن بازی کرده‌است می‌توان به باشگاه فوتبال النصر عربستان سعودی، باشگاه فوتبال الرائد عربستان سعودی، باشگاه فوتبال الفیصلی عربستان سعودی، باشگاه فوتبال نجران عربستان سعودی، باشگاه فوتبال الشعله عربستان سعودی، و تیم ملی فوتبال عربستان سعودی اشاره کرد.
وی همچنین در تیم ملی فوتبال Saudi Arabia بازی کرده است.